# Billete de diez libras esterlinas
El billete de diez libras esterlinas (£10), conocido como tenner (derivado de la palabra inglesa ten, que significa "diez"), es la tercera denominación más alta de los billetes emitidos por el banco de Inglaterra. El billete emitido en la actualidad es de polímero, fue lanzado en el año 2017, y porta la imagen de la reina Isabel II en el anverso y la escritora Jane Austen en el reverso. El último billete compuesto de papel de algodón, contenía en su reverso, un retrato del naturalista Charles Darwin, fue emitido por primera vez en el año 2000, y fue retirado de circulación el 1 de marzo de 2018, y por ende siendo reemplazada, por aquella de polímero.

## Historia
Los billetes de diez libras fueron introducidos por el Banco de Inglaterra por primera vez en 1759, como consecuencia de una reducción de los depósitos de oro, debido a la Guerra de los Siete Años. Las primeras versiones de los billetes eran manuscritas, y eran emitidas bajo demanda. Estos billetes se escribían de un lado únicamente, y traía el nombre del pagador, la fecha y la firma del emisor. Con excepción del período de restricción entre 1797 y 1821, cuando las guerras revolucionarias francesas y las guerras napoleónicas, causaron una escasez de monedas, estos billetes podían ser intercambiados, total o parcialmente por su equivalente en oro cuando se lo presentaba en el banco. Si se lo cobraba parcialmente, se firmaba el billete para indicar el monto retirado. Los billetes impresos de 1853 en adelante incluian la declaración "Yo prometo pagar al portador bajo demanda la suma de diez libras", reemplazando el nombre del pagador. Esta declaración continúa en las versiones actuales de los billetes de diez libras. Una firma impresa de los tres emisores, apareció en las firmas, aunque fue reemplazada por la del emisor general desde 1870 en adelante. 

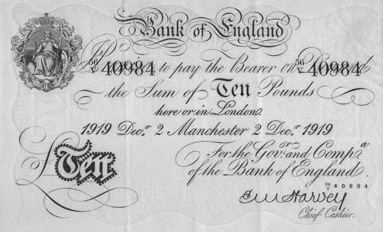
Un Billete de £10, emitido en Mánchester en el año 1919.

La capacidad de intercambiar billetes por oro, cesó en 1931, cuando Inglaterra dejó de usar el Patrón oro. El billete de £10 dejó de ser producido por el Banco de Inglaterra en el año 1943, y no fue hasta el año 1964, con el advenimiento de los billetes de la serie C, que la denominación fue reintroducida. Aquellos billetes de color marrón, fueron los primeros de esa denominación (£10), en incluir un retrato del monarca en el anverso, y a diferencia de los billetes "blancos", estos poseían un reverso; en este caso, dicho reverso contenía la imagen de un león. La serie C fue reemplazada por la serie D, comenzando en 1975, con los nuevos billetes que poseían un retrato de la escritora y activista social Florence Nightingale en el reverso. La tradición de mostrar figuras históricas británicas en el reverso, continuó en la serie E, emitida por primera vez en el año 1992, con una imagen de Charles Dickens. Algunos billetes de la serie E son multicolor, aunque son predominantemente de un color naranja-marrón. De la serie E en adelante, los billetes de £10 tendrían un hilo metálico en la parte interna; Este hilo metálico posee una línea de puntos, que forma una recta, cuando es expuesto a la luz.
La revisión de los billetes de la serie E fue introducida en el año 2000. Contenía un retrato de Charles Darwin en el reverso, al igual que una ilustración del HMS Beagle y imágenes de varios tipos de flora y fauna. El billete poseía un número de características de seguridad aparte del hilo metálico, incluyendo, letra en relieve, una marca de agua, microimpresión, un holograma, y un número diez, que aparece solo al ser visto bajo luz ultravioleta. Nunca se emitió una serie F del billete de £10.

### Billete de Polímero
En 2013, Mark Carney, gobernador del Banco de Inglaterra, anunció que se emitiría un nuevo diseño del billete de £10, fabricado en polímero, en vez de papel de algodón, y que contendría un retrato de la escritora y novelista Jane Austen.
La fecha de emisión fue confirmada subsequentemente el 14 de septiembre de 2017. La decisión de reemplazar a Darwin por Austen fue seguida por una campaña para incluir mujeres en el reverso de los billetes, tras anunciarse que sería la única mujer en aparecer en el reverso de un billete  — La reformadora Elizabeth Fry, que figuraba en el reverso del billete de £5  —  fue reemplazada por Winston Churchill.
Al igual que el billete de £5 conteniendo a Churchill, el nuevo billete de £10, hecho de polímero, muestra las siguientes declaraciones
- La frase "¡Yo declaro que después de todo, no hay mayor disfrute, que el leer!, del libro Orgullo y prejuicio. (Sra. Bingley, Capítulo XI). El personaje de Austen, Caroline Bingley, quien dice esto en la novela, en realidad no tiene interés en leer, y en realidad, solo intenta impresionar a Fitzwilliam Darcy, el héroe romántico de la novela.
- Un retrato de Jane Austen, comisionado por James Edward Austen Leigh (Sobrino de Jane Austen) en el año 1870, que fue adaptado de un boceto original de Jane Austen hecho por su hermana Cassandra Austen.[12]
- Una ilustración de Elizabeth Bennet, llevando a cabo "un examen de todas las cartas que Jane le había enviado – derivada de un dibujo hecho por Isabel Bishop.[13]
- Una Imagen del

## Diseños
| Billete            | Año de introducción      | Última emisión   | Fecha de cese de curso legal | Color                                         | Medida                  | Diseño                                                                           | Información adicional |
| ------------------ | ------------------------ | ---------------- | ---------------------------- | --------------------------------------------- | ----------------------- | -------------------------------------------------------------------------------- | --- |
| Blanco             | 1759                     | 1943             | 16 de abril de 1945          | Monocrómica (impresa en un único lado).       | 211 x 133 mm (variable) | Variable                                                                         | Primer billete de diez libras esterlinas de la historia. |
| Serie C            | 21 de febrero de 1964    | 1975             | 31 de mayo de 1979           | Marrón                                        | 150 x 93 mm             | Frente: Retrato de la reina Isabel II; Reverso: Representación de un león        | Primer billete de £10 en llevar el retrato de un monarca, y el primero en emplear hilo metálico. |
| Serie D            | 20 de febrero de 1975    | 1992             | 20 de mayo de 1994           | Predominantemente marrón                      | 151 x 85 mm             | Frente: Retrato de la reina Isabel II; Reverso: Retrato de Florence Nightingale. | Aquellos emitido desde el 16 de julio de 1987 en adelante, poseen un hilo metálico. |
| Serie E            | 29 de abril de 1992      | Octubre del 2000 | 31 de julio de 2003          | Multicolor (predominantemente naranja-marrón) | 142 x 75 mm             | Frente: Retrato de la reina Isabel II; Reverso: Retrato de Charles Dickens.      | Aquellos billetes emitidas en noviembre de 1993, poseen un símbolo de la denominación de £10 en cada lado. |
| Serie E (variante) | 7 de noviembre de 2000   | 2016             | 1 de marzo de 2018           | Multicolor (predominantemente naranja-marrón) | 142 x 75 mm             | Frente: Retrato de la reina Isabel II; Reverso: Retrato de Charles Darwin.       | Las palabras correctas en la banda de texto sobre el óvalo central donde halla la marca de agua de la reina, aparece la frase "El gobernador y la compañía del banco de Inglaterra". Esto es técnicament incorrecto, sin embargo, ambos tipos fueron hechos en números altos. |
| Serie G (polímero) | 14 de septiembre de 2017 |                  |                              | Predominantemente naranja.                    | 132 x 69 mm             | Frente: Retrato de la reina Isabel II; Reverso: Retrato de Jane Austen.          | |